# Otyń
Otyń è un comune rurale polacco del distretto di Nowa Sól, nel voivodato di Lubusz.
Ricopre una superficie di 91,64 km² e nel 2004 contava 6 038 abitanti.